# Youssou Thiépenda Diop
 (janvier 2012).
Si vous disposez d'ouvrages ou d'articles de référence ou si vous connaissez des sites web de qualité traitant du thème abordé ici, merci de compléter l'article en donnant les références utiles à sa vérifiabilité et en les liant à la section « Notes et références ».
Pour les articles homonymes, voir Diop.
Youssou Thiépenda Diop (ou Youssou Diop) est une personnalité politique du Sénégal, née à M'bour le 14 juillet 1922 et décédée à Dakar le 13 décembre 2007.

## Biographie

### Carrière politique
Issu de la première promotion de l'École nationale d'administration d'après-guerre, il est d'abord Inspecteur de la Répression des fraudes (1947-1960), puis successivement Chef du Service de la répression des fraudes et des poids et mesures (1960-1961), directeur de cabinet du Ministre du Commerce (1967-1969) et directeur des Affaires Économiques au Ministère du Commerce (1969-1970).
Il est également un temps directeur du Tourisme du Sénégal et directeur du Contrôle Économique et Social. Après l’Administration Centrale, Youssou entame une carrière dans l’Administration Territoriale et devient gouverneur du Sénégal Oriental et Gouverneur de Casamance. Youssou T. Diop est président du Conseil d'Administration de l’Office National des Anciens Combattants et Victimes de Guerre du Sénégal (ONAC) jusqu'à son décès.

### Seconde Guerre mondiale
Youssou Thiependa Diop est un appelé de la classe 1942. À la grande différence de nombre d'appelés sénégalais, il est alors citoyen français. Son père Médoune Diop est le chef de la ville de M'Bour et ses frères sont vétérans de la Grande Guerre. L’un d’eux a été tué en France et l’autre en est revenu mutilé. Diop dit : « J’étais prédestiné à faire la guerre pour la France. Je suis né le 14 juillet 1922, rue du Onze novembre ! » Il est incorporé au 6e Régiment d’artillerie coloniale basé à Ouakam : « L’armée française se reconstituait. Tout le monde était pour la victoire ici. Quand ça a repris, tout le monde était content de partir ». Il rejoint par la suite le 25e groupe colonial de DCA et part pour le Maroc. Son unité est chargée de la défense antiaérienne de Casablanca. Dans le port, de nombreux bateaux débarquent le matériel américain. Il faut empêcher tout bombardement ennemi : « On a commencé avec des 40 mm Bofors puis on a touché des 90 mm américains. C’était beaucoup mieux. Ça faisait mal. Nous sommes devenus le 13e groupe colonial de DCA. On nous appelait le 13e de canons d’assaut ».
Au moment de la signature de la capitulation allemande, le 8 mai 1945, Youssou T. Diop se trouve avec son unité dans le sud de l’Allemagne, près de la frontière suisse. Une nouvelle période débute : « On a commencé à faire la bamboula, à découvrir le pays. Tout se passait bien sur place même si on sentait parfois que les Allemands ne savaient pas comment nous prendre. Nous dormions dans le civil et nous étions parfois invités à manger. Mais nous avions des consignes strictes. Pas de collusion. On en a profité pour apprendre quelques mots en allemand : Wie gehst du ? Wollen sie spazierengehen mit mir ? On allait dans les bals. Nous valsions, nous swinguions avec les orchestres américains. On dansait avec les filles. Ce n’est que bien après que j’ai appris toute la campagne de propagande contre les troupes noires qui avait eu lieu en 1919. » Youssou Thiependa Diop quitte l’Allemagne en octobre 1945 pour gagner Marseille puis Fréjus. Là, il côtoie de nouveau des Allemands, prisonniers cette fois-ci : « Il n’y avait pas de rancœur. Ils me faisaient pitié. Je leur donnais à manger. »
Revenu à Fréjus, Youssou Thiependa Diop embarque sur un navire et accoste à Dakar en février 1946. Il est aussitôt démobilisé. Il entame par la suite une carrière dans l’administration française, au Service de la répression des fraudes puis, en 1960, rejoint l’administration sénégalaise. En marge de ses fonctions dans l'administration coloniale, Youssou T. Diop occupe les fonctions de secrétaire général du Conseil de la jeunesse d’Afrique (CJA). Il représente ainsi le CJA au 6e, 7e et 8e Festival mondial de la jeunesse et des étudiants (Moscou 1957, Vienne 1959, Helsinki 1962).

## Distinctions
Youssou Thiependa Diop est Commandeur de L’Ordre national du Lion du Sénégal et Officier de la Légion d'honneur de la République Française.